# 사드 하리리

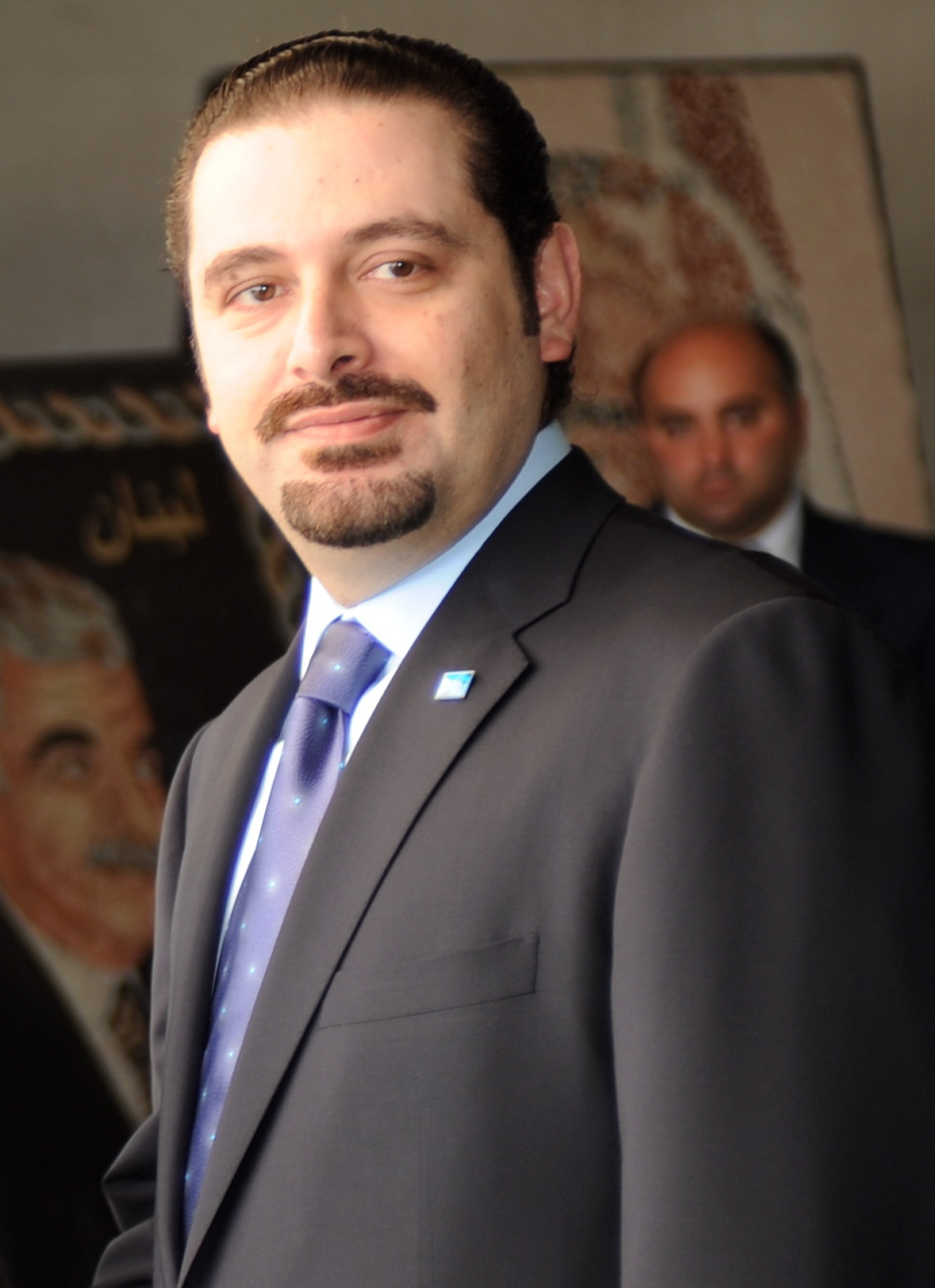
사드 하리리

사드 알하리리(1970년 4월 18일 사우디아라비아 리야드 ~ , 아랍어: سعد الحريري, 문화어: 싸아드 하리리)는 레바논의 정치인이다.
2005년에 암살된 라피크 하리리 전 총리의 둘째 아들로 태어났다. 그의 어머니인 니다 부스타니(Nida Bustani)는 라피크 하리리의 첫째 아내이며 이라크 혈통을 갖고 있다. 1992년에는 맥도너 경영 대학(McDonough School of Business), 조지타운 대학교 경영학과를 졸업했다.
2009년 11월 9일부터 2011년 6월 13일까지 총리를 역임했으며 2005년 4월 20일부터는 레바논의 정당인 미래운동의 지도자를 역임하고 있다. 그는 3월 14일 동맹에서 "가장 강력한 지도자"로 여겨진다.
2011년에 제1차 사드 하리리 내각이 해체되면서 하리리는 해외로 이주했다. 2014년 8월 8일에 약 3년 만에 레바논으로 귀환했다. 2016년 11월 3일에 레바논의 총리로 임명되면서 두 번째 임기를 시작했다. 제2차 사드 하리리 내각은 2016년 12월 18일에 결성되었다.
대규모 반정부 시위 속에 2019년 10월 총리직을 사임하였다.